# Jean Bertin

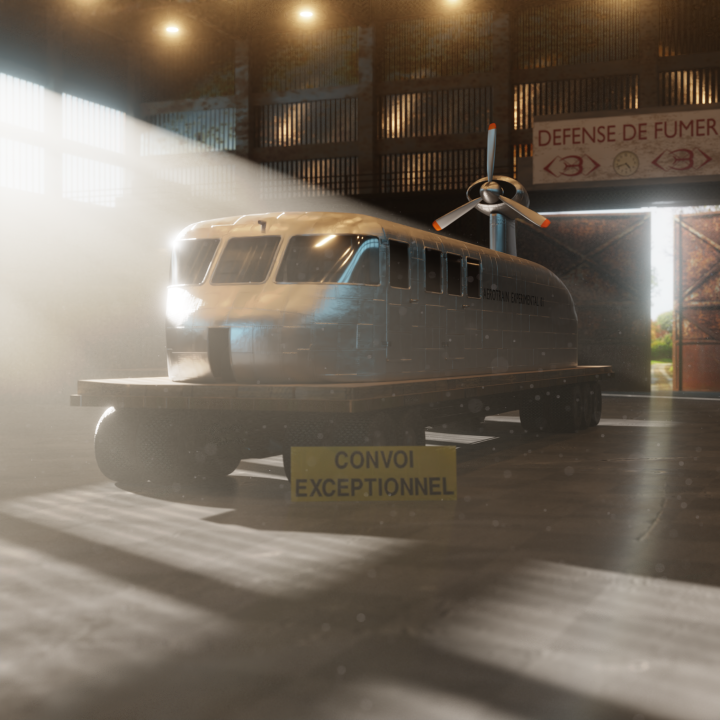
Prototipo de Aérotrain Experimental 01 en 3D proyectado por Jean Bertin

Jean Bertin (Druyes-les-Belles-Fontaines 5 de septiembre de 1917-Neuilly-sur-Seine 21 de diciembre de 1975) fue un ingeniero e inventor francés dedicado especialmente a la fluidodinámica y la aeronáutica.
Jean Bertin nacido en el pueblo de Druyes-les-Belles-Fontaines departamento del Yonne a finales de la Primera Guerra Mundial, el desarrollo que la aviación tuvo en ese conflicto le apasionó desde la infancia y le indujo a ingresar en la célebre École polytechnique, luego obtuvo el título de ingeniero en la Escuela Superior de Aeronáutica Francesa, pese a sufrir la ocupación militar Francia durante la Segunda Guerra Mundial, Bertin pudo en 1944 ingresar a la Snecma (sigla francesa de Sociedad nacional de estudios y de construcción de motores de aviación) hasta llegar a ser nombrado técnico adjunto encargado de los estudios especiales de motores de la Snecma. 
El 1 de octubre de 1955 fundó la Société Bertin et Cie, empresa dedicada especialmente a la aeronáutica y a los transportes innovadores, en 1957 uno de los ingenieros de esta sociedad redescubrió el fenómeno llamado efecto suelo; la empresa patentó el cojín de aire el 17 de enero de 1961. Posteriormente Bertin y su equipo se dedicaron a la investigación y la aplicación práctica de estos descubrimientos en transportes (aerodeslizadores, aerotrenes). En 1962 puso a punto un "terraplano" o aerodeslizador terrestre para las fuerzas armadas francesas. Entre 1963 y 1974 prosiguió los ensayos del aerotrén, este proyecto fue inicialmente solventado por el estado francés hasta que el 7 de julio de 1974 fue observada una aplicación concreta del vehículo entre la comuna de Cergy y el suburbio parisino de La Défense. En tal ocasión se pudo notar que el aerotrén Bertin impulsado por hélices y, eventualmente, por turborreactor poseía las buenas cualidades de una gran velocidad (entre 300 a 500 km/h) y poca polución aérea pero las desventajas de la contaminación sonora y del gasto de combustible, por este motivo el estado francés optó por usar el TGV en lugar del aerotrén, suspendiendo así los subsidios al proyecto de Bertin.
Bertin también diseñó una versión reducida del conocido Renault 4, el R4 mini (hoy R4 Bertin) que simplemente era un R4 tradicional acortado, sin los asientos posteriores. Tras la negativa de Renault de fabricarlo en serie, el ingeniero conservó el prototipo como vehículo personal. El ingeniero falleció en 1975, y el mini R4 terminó confinado en un viejo garaje. A principios de los años 90 fue donado al Museo del Automóvil de Mulhouse y finalmente en 2010 un grupo de profesores y estudiantes de la escuela superior Bugatti de esa ciudad decide restaurarlo. Hoy se exhibe en dicho museo como una rareza del diseño automovilístico.
Una de las últimas actividades de Jean Bertin se centró en reflotar y mejorar el sistema "rotor" de impulsión de barcos –basado en gran medida en el principio de Bernouilli– inventado a fines de siglo XIX por el ingeniero alemán Fletchner, en ese caso Bertin logró darle una forma aerodinámica más apropiada al dispositivo, añadiéndole una especie de flap vertical o "timón" a tal rotor con lo que optimizó el rendimiento de este sistema de transporte naval que no requiere de combustible.
Jean Bertin falleció en Neuilly-sur-Seine departamento de Hauts-de-Seine el 21 de diciembre de 1975.